# Cherokee County (Texas)
Cherokee County je okres ve státě Texas v USA. K roku 2010 zde žilo 50 845 obyvatel. Správním městem okresu je Rusk. Celková rozloha okresu činí 2 751 km².